# Элеэле
Элеэле (гав. ʻEleʻele — букв. «чёрный» или «чёрная вода») — статистически обособленная местность, расположенная в округе Кауаи, штат Гавайи, США.

## География
Согласно Бюро переписи населения США статистически обособленная местность Элеэле имеет общую площадь 2,6 км², из которых 2,1 км² относится к суше и 0,52 км² (18,63 %) — к водным ресурсам.

## Демография
По данным переписи населения за 2000 год в Элеэле проживало 2040 человек, насчитывалось 626 домашних хозяйств, 500 семей и 652 жилых дома. Средняя плотность населения составляла около 951,2 человек на один квадратный километр.
Расовый состав Элеэле по данным переписи распределился следующим образом: 9,5 % белых, 0,3 % — чёрных или афроамериканцев, 0,1 % — коренных американцев, 61,8 % — азиатов, 5,3 % — коренных жителей тихоокеанских островов, 22,5 % — представителей смешанных рас, 0,7 % — других народностей. Латиноамериканцы составили 8,2 % населения.
Из 626 домашних хозяйств в 41,2 % — воспитывали детей в возрасте до 18 лет, 58,6 % представляли собой совместно проживающие супружеские пары, в 16,1 % семей женщины проживали без мужей, 20,1 % не имели семьи. 18,1 % от общего числа семей на момент переписи жили самостоятельно, при этом 8,6 % составили одинокие пожилые люди в возрасте 65 лет и старше. В среднем домашнее хозяйство ведут 3,26 человек, а средний размер семьи — 3,66 человек.
Население Элеэле по возрастному диапазону (данные переписи 2000 года) распределилось следующим образом: 30 % — жители младше 18 лет, 6,6 % — между 18 и 24 годами, 27,4 % — от 25 до 44 лет, 19,9 % — от 45 до 64 лет и 16,2 % — в возрасте 65 лет и старше. Средний возраст жителей составил 36 лет. На каждые 100 женщин приходилось 95,6 мужчин, при этом на каждые сто женщин 18 лет и старше приходилось 94,4 мужчины также старше 18 лет.

## Экономика
Средний доход на одно домашнее хозяйство Элеэле составил 46 705 долларов США, а средний доход на одну семью — 53 047 долларов. При этом мужчины имели средний доход в 35 500 долларов в год против 25 667 долларов среднегодового дохода у женщин. Доход на душу населения составил 15 873 долларов в год. 9,2 % от всего числа семей в местности и 13,2 % от всей численности населения находилось на момент переписи за чертой бедности, при этом 15,9 % из них были моложе 18 лет и 10,6 % — в возрасте 65 лет и старше.